# Ilse Hübener
Ilse Hübener (* 17. August 1920 in Berlin) ist eine deutsche Sopranistin.

## Leben
Die Ur-Urgroßnichte Richard Wagners studierte zunächst Klavier bei Fritz Peiser in Paris und absolvierte dann ein Gesangsstudium am Konservatorium der Hauptstadt Berlin sowie an der Opernschule von Marie Schulz-Dornburg und bei Cornelis Bronsgeest. 
Ab 1939 gab sie Symphonie- und Solistenkonzerte, von 1945 bis 1947 gehörte sie zum Ensemble der Staatsoper Berlin. Dort spielte und sang sie unter anderem in Inszenierungen von Engelbert Humperdincks Hänsel und Gretel, Giacomo Puccinis Mantel und Eugen d’Alberts Tiefland.
Daneben arbeitete Hübener auch als Sprecherin und Sängerin für den Hörfunk, unter anderem bei den Sendern NWDR, SFB, BR, RIAS, Radio Zürich und beim Columbia Broadcasting System. In der WDR-Produktion Liebe im Dreiklang von 1951 (Leitung: Franz Marszalek) sang sie gemeinsam mit Peter Anders die Duette Glücklich schätz ich mich und Seit mich mein Weg zu dir geführt. Des Weiteren sang sie auch Schallplattenaufnahmen einzelner Schlager wie Ich stell' den Rundfunk ganz leise.
Außerdem synchronisierte sie für Filmproduktionen wie Hochzeitsnacht im Paradies und Gangster-Premiere die Gesangparts der Hauptdarstellerinnen.

## Diskographie (Auswahl)
- 1951: Liebe im Dreiklang, mit dem Kölner Rundfunkorchester
- 1952: Lump mit Herz, mit dem Kölner Rundfunkorchester; als „Josephine“
- 1953: Drei alte Schachteln, mit dem Kölner Rundfunkorchester
- 1954: Frau Luna, mit dem Kölner Rundfunkorchester
- 1956: Adrienne, mit dem Orchester des Westdeutschen Rundfunks
- 1958: Schach dem König, mit dem Orchester des Westdeutschen Rundfunks